# شترمرغان آمریکایی
شترمرغان آمریکایی نام یک تیره از راستۀ شترمرغ‌سانان آمریکایی (نام علمی: Rheiformes) از پرندگان بی‌پرواز و بی‌تیغه شبیه به شترمرغ است که دارای تنها یک خانواده و یک سرده موجود شترمرغ‌های آمریکایی است. اعضای این راسته نخستین بار در دوره پالئوسن پدیدار شدند.